# أحلام بريئة (مسلسل)
أحلام بريئة (بالتركية: Melekler Korusun)‏، هو مسلسل تركي درامي مكون من موسمين، تم إصدار الموسم الأول منه في 1 يناير عام 2009 وانتهى في 27 يوليو من العام نفسه، ثم بدأ الموسم الثاني في 21 أغسطس 2009 وانتهى في 6 أغسطس عام 2010.
شارك في التمثيل كل من أوزغي أوزبيرينتشي، سيلين شكرجي، روجدا ديميرير، ألبير سالديرين، هوميرا أكباي، كانسين أوزوسين، سركان التونوراك.

## عن المسلسل
يحكي المسلسل قصة فتاة مراهقة تدعى ألما وهي تعيش في قرية صغيرة مع أمها وجدتها وخالتها. كان حلمها أن تمثل في المسرح ولكن امها رفضت ذلك فاضطرت الما للهروب إلى إسطنبول ولكنها لم تكن وحدها فقد تعرفت على «نور» و «أسيل» حارتها القديمة. مع مرور الأيام تعرفت الما على بدر وأحبته ونور على سعيد وأسيل على اركان وأنجبت منه فتاة جميلة سمتها «حكاية» ولكنها تزوجت مجد وتركته بعد ذلك من اجل اركان. «ألما» عشقت «فهد» المغرور الذي كان صديق طفولتها ولكنها تركته من أجل غروره الزائد وحاولت الرجوع إلى بدر بالتقرب منه. وسعيد سافر إلى اميركا ونور رفضت الذهاب معه من اجل البقاء مع أسيل والاعتناء بابنتها.

## وصلات خارجية
- الموقع الرسمي للمسلسل